# Casarca
De casarca (Tadorna ferruginea), ook wel roestgans genoemd, is een oranjebruine halfgans. De vogel broedt in het noordoosten van Afrika, Zuidoost-Europa, Centraal-Azië en het zuidwesten van China, en overwintert in India en Zuidoost-Azië.

## Herkenning
De vogel heeft een lengte van 58 tot 70 cm en een vleugelspanwijdte van 110 tot 135 cm. Daarmee is de casarca iets groter dan een eend, maar kleiner dan de meeste ganzensoorten. De casarca lijkt qua postuur veel op de in Nederland algemeen voorkomende bergeend, die in werkelijkheid geen eend maar ook een halfgans is. Het verenkleed van zowel het mannetje als het vrouwtje is helder oranjebruin. De kop van het vrouwtje is iets lichter, meer kaneelkleurig. Het mannetje heeft in de zomer bovendien een zwarte halsring. De snavel is zwart en de poten zijn zwartachtig. De ogen zijn donkerbruin.

## Voortplanting
De casarca legt 6 tot 16 eieren. Jonge vogels lijken op het volwassen vrouwtje, maar hebben vaak een grijze in plaats van witte voorvleugel.

## Verspreiding en leefgebied
De soort komt voor van zuidelijk Europa tot Midden-Azië, noordwestelijk Afrika en Ethiopië. Deze halfgans broedt in steppegebieden, aan de oevers van meren, zoutmoerassen en rivieren, soms ook op kale berghellingen ver van water waar ze broeden in rotsholen. Het nest kan ook in holle bomen of oevervegetatie in de buurt van water worden gemaakt.

## Voorkomen in Nederland
In Nederland broeden slechts enkele vogels en ook in de winter zijn er niet meer dan een honderdtal vogels in Nederland aanwezig. Sinds de jaren negentig is er echter in de zomermaanden sprake van een opmerkelijke toename van ruiende casarca's in Nederland. Aanvankelijk vooral in het Eemmeer en later ook bij De Kreupel, de Ventjagersplaten en in het Lauwersmeer. De aantallen liepen daarbij op van enkele tientallen halverwege de jaren negentig tot bijna 2000 exemplaren in 2018. De vogels arriveren halverwege juni en eind augustus zijn de meeste weer weg. Uit onderzoek is gebleken dat de meeste vogels dan vertrekken naar Zuid-Duitsland en Zwitserland om daar te overwinteren.

## Status
De grootte van de wereldpopulatie werd in 2015 geschat op 170.000 tot 220.000 individuen. Over toe- of afname in populatie-aantallen is niets bekend. In het zuidoosten van Europa is de jacht een bedreiging voor de soort, daarnaast bestaat het gevaar dat leefgebied wordt aangetast door landbouwkundige ontwikkelingen of door verstedelijking. Echter, het tempo van achteruitgang wordt niet hoog ingeschat en de vogel heeft een groot verspreidingsgebied daarom staat de casarca als niet bedreigd op de Rode Lijst van de IUCN.